# Dominique Adenot
Pour les articles homonymes, voir Adenot.
Dominique Adenot, né le 27 mai 1954 à Maîche (Doubs) et mort le 5 avril 2018  dans le 15e arrondissement de Paris, est un homme politique français, membre du Parti communiste français, maire de Champigny-sur-Marne de 2004 à 2018 et président de l'Association nationale des élus communistes et républicains (ANECR) de 2010 à 2016.

## Biographie

### Origines familiales
Né en 1954 en Franche-Comté, Dominique Adenot est le cadet d’une famille de cinq enfants. Il est lui-même père et grand-père.

### Études unversitaires
Il fait des études de lettres de lettres et de philosophie à l’université de Besançon jusqu'à l'obtiention d'un DEUG de philosophie. Il milite alors pour la paix au Viêt Nam et travaille à La Poste. Il décide de se syndiquer et rejoint, en 1971, le Parti communiste français.

### Activités professionnelles et engagements politiques
En 1975-1976, il est formateur à la Direction départementale du travail (DDT) puis, en 1978, il devient rédacteur dans un hebdomadaire de Reims, Marne Actualtés, avant de travailler, en 1981-1982, en tant qu'attaché au cabinet du maire, sur les questions de formation et d’insertion professionnelle de cette ville,.
En 1983, il s'installe en région parisienne, à Champigny-sur-Marne, pour devenir cadre commercial dans le tourisme social. Il s’implique dans la vie locale dès son arrivée : il est adjoint au maire chargé de l’enseignement de 1989 à 1995.
Devenu l’un des responsables campinois du Parti communiste, il s’occupe particulièrement des cités Blanches et du Bois l’Abbé. Puis il est élu à la direction du Parti communiste du Val-de-Marne.
À partir de 2001, il poursuit son mandat local comme conseiller municipal. En 2002, il est élu premier adjoint au maire, chargé de la culture, de la communication, des initiatives publiques, de la vie associative et de la démocratie participative.

### Mandatures
Le 27 novembre 2004, il est élu maire de Champigny-sur-Marne,, à la suite de la démission de Jean-Louis Bargero, maire depuis 30 ans. Il est réélu dès le premier tour en mars 2008, puis au second tour en 2014.
Après avoir été responsable de l’Association départementale des élus communistes et républicains (ADECR) du Val-de-Marne, il devient président de l'Association nationale des élus communistes et républicains (ANECR) en octobre 2010, à la suite d'André Chassaigne.
Président du Syndicat intercommunal funéraire de la région parisienne (SIFUREP) depuis 2008, il ne souhaite plus cumuler cette fonction avec celle de l'ANECR et démissionne en juillet 2011 et est remplacé par une autre élue communiste, Carinne Juste, maire de Villetaneuse . Il demeure vice-président du SIFUREP.
Malade, il annonce sa démission de son mandat de maire de Champigny-sur-Marne en mars 2018. 

### Décès
Il meurt le 5 avril 2018, à l'âge de 63 ans, des suites d'une longue maladie.

## Mandats
- 1983-2004 : maire adjoint de Champigny-sur-Marne (Val-de-Marne)
- 2004-2018 : maire de Champigny-sur-Marne (Val-de-Marne)

## Postérité
Son nom a été donné à une rue de la ville.